# Johann Anton von Castelberg

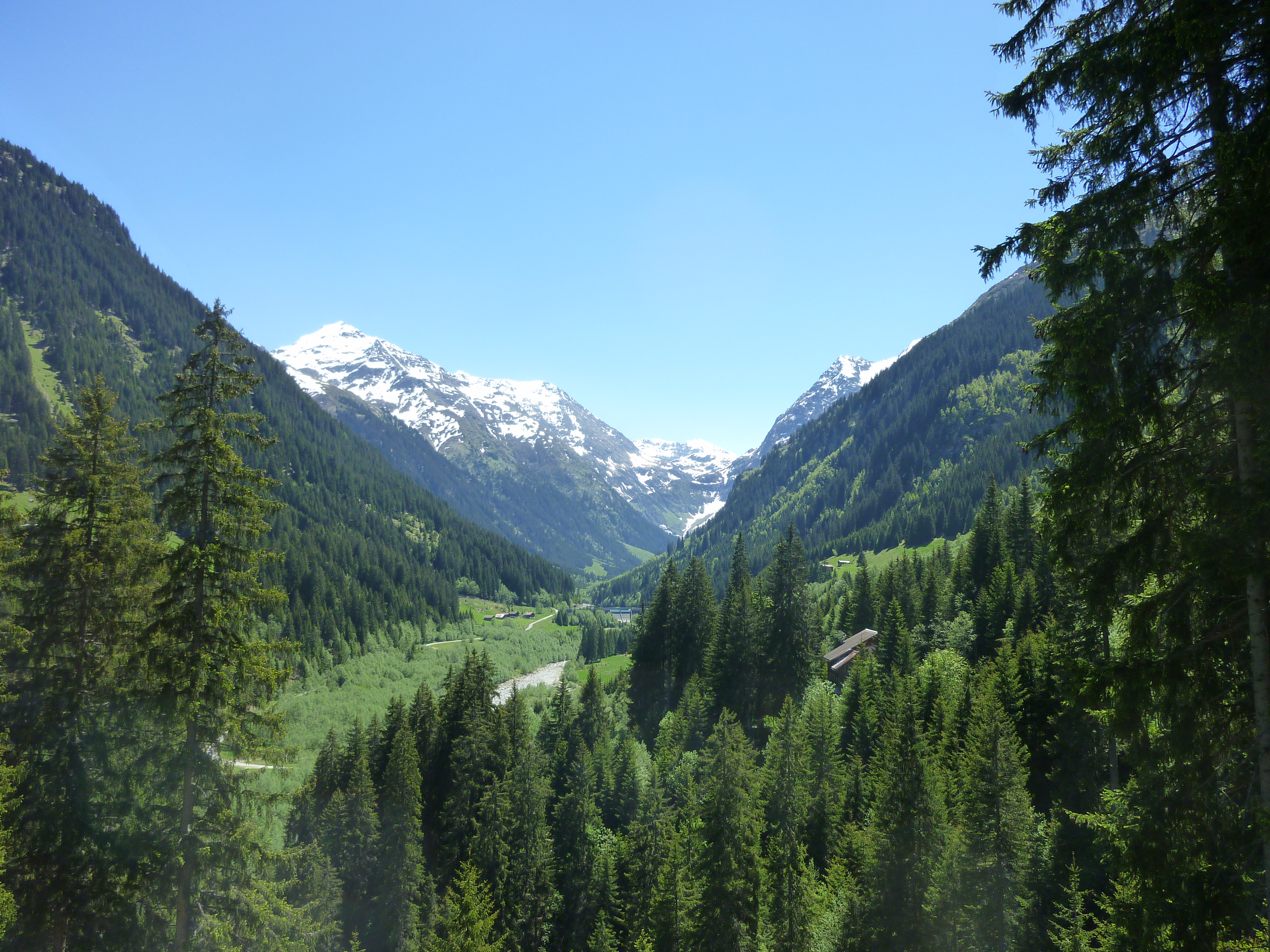
Vallei van Sumvitg (Graubünden)

Johann Anton von Castelberg (Disentis, 20 januari 1751 – Sumvitg, 16 december 1819) was een Zwitsers edelman in militaire dienst van de koningen van Piëmont-Sardinië (1768-1798 en 1817-1819).

## Levensloop
Von Castelberg groeide op in Graubünden en behoorde tot de Disentis-tak van de adellijke familie von Castelberg. Hij volgde onderwijs aan de Collegio dei Nobili Regio Imperiale in Milaan. Van 1768 tot 1798 vocht hij in het leger van het koninkrijk Piëmont-Sardinië, met de rang van officier vanaf 1777. Hij werd geridderd met de Orde van Sint-Mauritius en Sint-Lazarus. Tijdens de Eerste Coalitieoorlog vocht hij (tevergeefs) tegen de Franse verovering van Italië. Bij de oprichting van de Cisalpijnse Republiek door Napoleon Bonaparte zwaaide hij af als militair (1798).
Von Castelberg werd vervolgens lid van het Fransgezinde bestuur van het kanton Rätien (1799); dit was de napoleontische naam voor zijn geboorteland Graubünden.  
Koning Victor Emanuel I van Piëmont-Sardinië benoemde hem tot generaal-majoor in 1817, wat von Castelberg bleef tot zijn dood in 1819. Hij stierf in zijn woning in Sumvitg in 1819.